# (583) Klotilde
(583) Klotilde) – planetoida z pasa głównego asteroid okrążająca Słońce w ciągu 5 lat i 237 dni w średniej odległości 3,17 j.a. Została odkryta 31 grudnia 1905 roku w Obserwatorium Uniwersyteckim w Wiedniu przez Johanna Palisę. Nazwa planetoidy pochodzi od imienia Klotilde, córki austriackiego astronoma Edmunda Weissa. Przed jej nadaniem planetoida nosiła oznaczenie tymczasowe (583) 1905 SP.